# Mount Armour
Mount Armour är ett berg på gränsen mellan Alaska, USA och British Columbia, Kanada. Toppen på Mount Armour är 2 515 meter över havet, eller 82 meter över den omgivande terrängen. Bredden vid basen är 0,10 km.
Terrängen runt Mount Armour är bergig åt sydväst, men åt nordost är den kuperad. Trakten runt Mount Armour är nära nog obefolkad, med mindre än två invånare per kvadratkilometer.. Det finns inga samhällen i närheten.
Trakten runt Mount Armour är permanent täckt av is och snö.